# Fafes Sarrazins de Lanhoso
Fafes Sarrazins de Lanhoso (c. 1020 - Batalha de Águas de Maia, Coimbra, 1071) foi um nobre e Cavaleiro medieval do Condado de Lanhoso, Portugal. Exerceu o cargo de Alcaide (Tenens) do Castelo de Lanhoso.

## Morte
Em Dezembro de 1063, o rei Fernando Magno reuniu os magnatas e bispos na cidade de Leão e anunciou que, para evitar a discórdia entre seus filhos depois de sua morte, tinha decidido dividir o reino entre os três filhos: Sancho, Alfonso e Garcia.
Depois da morte de Fernando I de Leão, em 1065, o Reino de Leão e Castela foi dividido pelos seus três filhos: Garcia II ficaria com o Reino da Galiza (e Condado Portucalense), Afonso VI com o Reino de Leão e Sancho II com o Reino de Castela. Após a divisão dos reinos, Sancho II de Castela propõe uma aliança ao seu irmão Afonso VI de Leão de modo a conquistar e dividir o Reino da Galiza de Garcia II, irmão mais novo dos três. 
Fafes Sarrazins, na altura Alcaide do Castelo de Lanhoso e Conde de Lanhoso, alia-se a Sancho II de Castela e presta o seu auxílio militar. 
Com a entrada das hostes castelhanas em Portugal, Fafes une as suas tropas às de  Sancho II de Castela e dirigem-se a Coimbra, onde pretendem tomar a cidade. Os exércitos galego-portucalenses interceptam as hostes castelhanas em Coimbra e dá-se a Batalha de Águas de Maia perto de Coselhas. Após a vitória das tropas de Garcia II,  Fafes Sarrazins de Lanhoso é degolado juntamente com outros nobres e fidalgos.

## Relações familiares
Foi filho de Sarracino Fafes de Lanhoso (980 -?) e de Goda Moniz (1000 -?) filha do príncipe visigodo Soeiro. Casou com Ouroana Mendes de Bragança (c. 1020 -?), filha de Mendo Alão (1000 -?) e da Princesa Joana Romães Arzerúnio de quem teve:
1. Godinho Fafilaz (1040 -?) casou com Guiomar Mendes, filha de D. Eurico da Nóbrega "O Conquistador".[4]